# Nordholz
Nordholz  (Platduits: Noordholt) is een dorp en voormalige gemeente in Landkreis Cuxhaven in de Duitse deelstaat Nedersaksen. De gemeente fuseerde op 1 januari 2015 met alle deelnemende gemeenten aan de gemeenschappelijke regeling Samtgemeinde Land Wursten tot de eenheidsgemeente Wurster Nordseeküste.
De oude gemeente Nordholz omvatte naast het dorp Nordholz tevens de dorpen en gehuchten Cappel-Neufeld, Deichsende, Hartingspecken, Schamstedt, Spieka, Spieka-Neufeld, Wanhöden (ten oosten van de Autobahn A 27) en Wursterheide.
Nordholz grenst in het noorden en oosten aan de gemeente Cuxhaven.
In Nordholz wonen vrij veel woonforensen met een baan in Cuxhaven of andere steden.
Het dorp beschikt over een militair vliegveld,  Fliegerhorst Nordholz  met beperkte faciliteiten voor de burgerluchtvaart. 
Bij dit vliegveld ligt  een luchtvaartmuseum, genaamd  Aeronauticum.
Op een terrein iets ten zuiden van het vliegveld wordt jaarlijks, in de tweede helft van  juli, een rock- en popmuziekfestival gehouden. Dit festival DEICHBRAND duurt vier dagen.

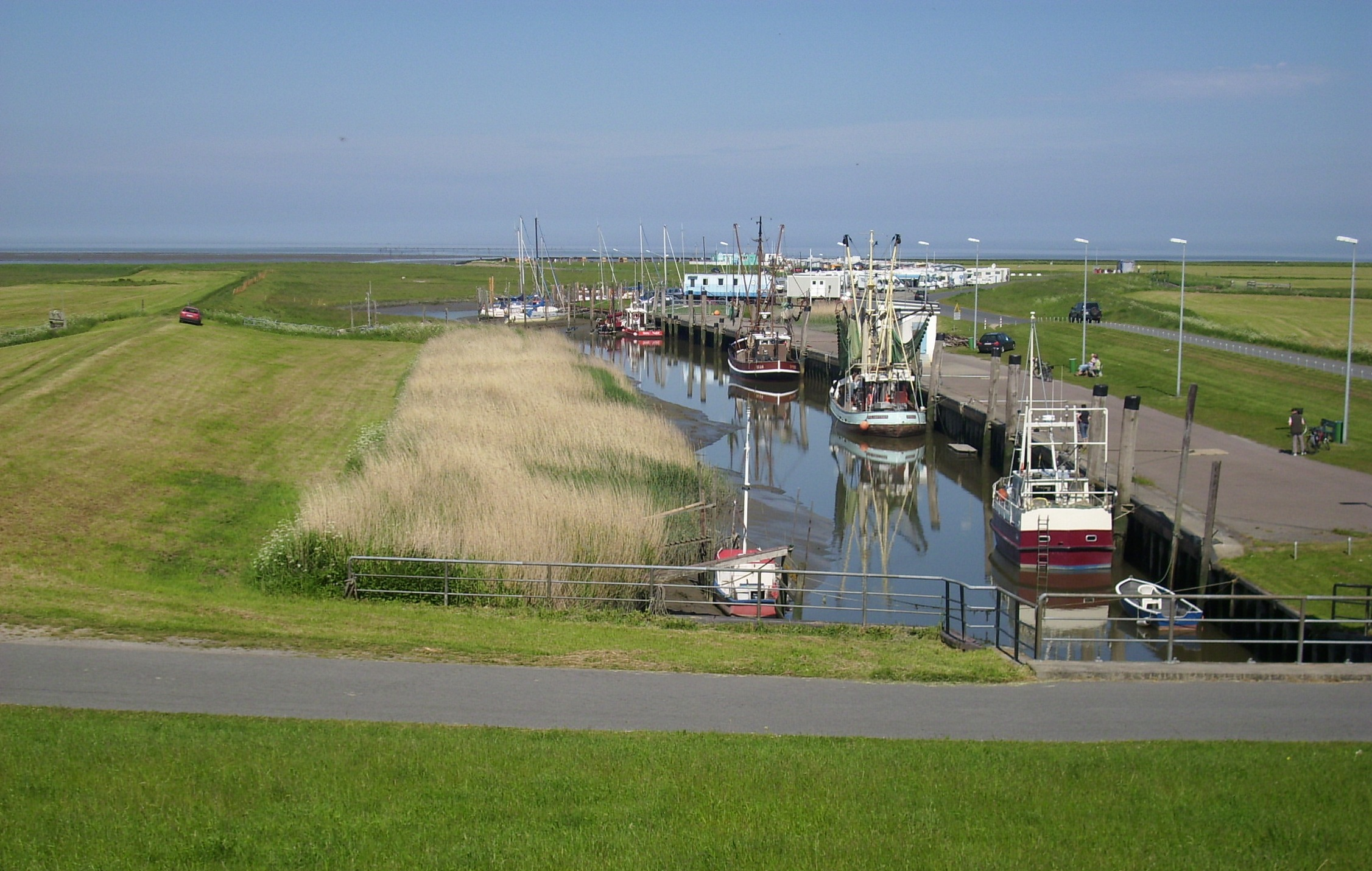
Haventje te Spieka-Neufeld
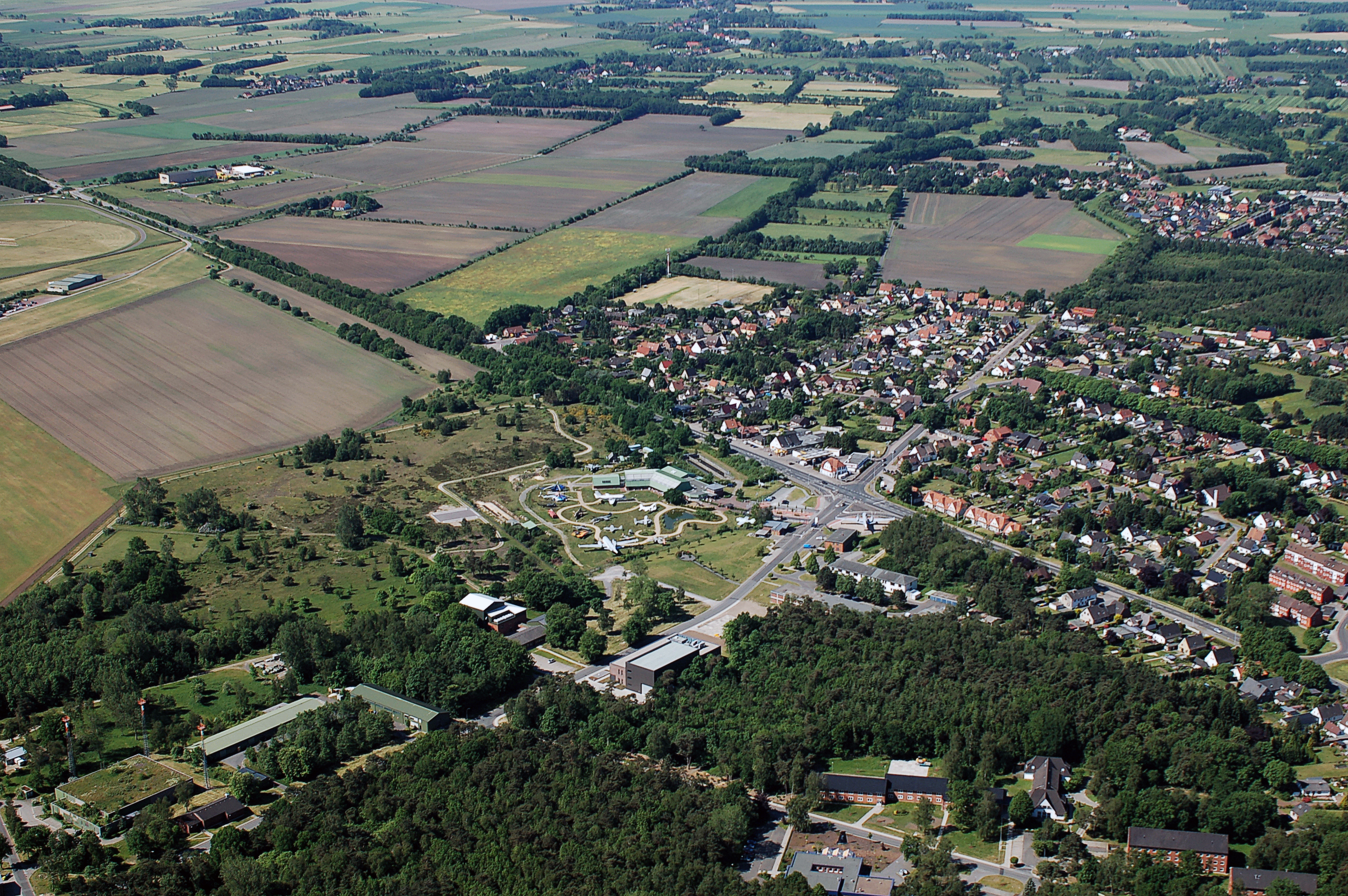
Luchtfoto uit 2012 van Nordholz
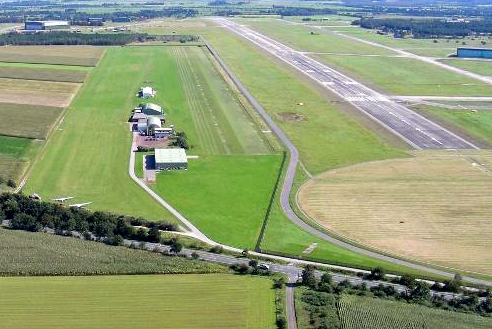
Vliegveld (rechts) en zweefvliegterrein (links)

Spieka-Neufeld en Cappel-Neufeld  zijn kleine haven- en toeristenplaatsjes aan de Waddenzee. 
Zie voor meer informatie onder Wurster Nordseeküste.
- Gemeinsame Normdatei: 4042535-6
- MusicBrainz: 53427d1c-b497-48fe-b180-cee47f8fe9ca
- Virtual International Authority File: 188259766